# Rakawatu
Rakawatu is een bestuurslaag in het regentschap Oost-Soemba van de provincie Oost-Nusa Tenggara, Indonesië. Rakawatu telt 1318 inwoners (volkstelling 2010).